# 스나이퍼: 암살자의 최후
《스나이퍼: 암살자의 최후》(영어: Sniper: Assassin's End)는 2020년 미국의 액션 영화로, 영화 스나이퍼 시리즈의 8번째 작품이다. 2020년 6월 16일 블루레이, DVD 등으로 발매되었으며, 대한민국에는 같은 해 7월 30일 올레티비를 통해 독점 공개되었다.

## 시놉시스
특수부대 출신 주인공이 무역 협정 파기로 경제적 부당이익을 얻으려는 기업의 음모에 휘말려 암살자로 쫓기면서 이를 극복하고 혐의를 벗는다.

## 출연진
- 채드 마이클 콜린스 - 브랜던 베켓
- 톰 베린저 - 토머스 베켓
- 아키모토 사야카 - 미후네 유키 / 레이디 데스
- 라이언 로빈스 - 지크 로젠버그 / 제로
- 로클린 먼로 - 존 프랭클린
- 에밀리 테넌트 - 줄리엣 클로버
- 사샤 필친 - 바실리 페트로프
- 마이클 존슨 - 드레이크 피닉스
- 숀 콩키 - 스틸츠